# Чемпионат России по современному пятиборью среди женщин 2012
XX Чемпионат России по современному пятиборью среди женщин проходил в городе Москва 30 мая-01 июня 2012 года. Соревнования прошли в один день на базе "Северный". Медали разыгрывались в личном первенстве и эстафете.
Одновременно проходил чемпионат России среди мужчин с 31 мая по 4 июня.
Уже в первый день турнира были разыграны медали в соревнованиях женщин в личном первенстве, а 1 июня женщины определяли лучших в эстафете.

## Личное первенство
- Комбайн

Судьба золотой медали решилась на последнем огневом рубеже. Первой на него прибежала Юлия Колегова, но никак не могла поразить мишень, в итоге потратив 50 секунд на стрельбу. Римшайте финишировала первой. В битве за второе место Екатерина Хураськина опередила Анну Савченко.
1. Доната Римшайте – 5216. 2. Екатерина Хураськина – 5172. 3. Анна Савченко (все – Москва) – 5172. 4. Ольга Карманчикова (Ростовская область) – 5136. 5. Алисэ Фахрутдинова (Москва) – 5112. 6. Юлия Колегова (Московская область) – 5064.
| Место | Спортсмен            | Год рождения | Город, Республика     | Результат победы/поражения | Результат/место/очки | Результат/место | Комбайн результат/место/очки | Сумма |
| 1.    | Римшайте Доната      | 1987         | Москва                | 900(5)/27D-19V             | 2.26,20(15)/1048     | 1200(1)         | 12.13,00(2)/2068             | 5216  |
| 2.    | Хураськина Екатерина | 1989         | Москва                | 1060(1)/36D-11V            | 2:24,91(12)/1064     | 952(14)         | 12.06,00(1)/2096             | 5172  |
| 3.    | Савченко Анна        | 1987         | Москва                | 880(6)/26D-20V             | 2:18.30(6)/1144      | 1180(4)         | 12.36,00(3)/1968             | 5172  |
| 4.    | Карманчикова Ольга   | 1990         | Ростовская область    | 980(4)/29D-17V             | 2.11,19(1)/1228      | 1160(8)         | 13.18,00(7)/1808             | 5136  |
| 5.    | Фахрутдинова Алисэ   | 1990         | Москва                | 880(6)/26D-20V             | 2.15,22(4)/1180      | 1160(8)         | 12.57,00(5)/1892             | 5112  |
| 6.    | Колегова Юлия        | 1984         | Московская область    | 840(10)/24D-22V            | 2.14,79(3)/1184      | 1180(6)         | 13.05.00(6)/1860             | 5064  |
| 7.    | Пучкова Елизавета    | 1989         | Калининград           | 960(3)/30D-16V             | 2:25.92(13)/1052     | 1180(7)         | 13.18,00(7)/1808             | 5000  |
| 8.    | Бербега Диана        | 1989         | Башкортостан          | 1060(1)/35D-11V            | 2:29.32(19)/1012     | 1200(3)         | 13.59,00(11)/1644            | 4916  |
| 9.    | Саввина Александра   | 1994         | Москва                | 860(8)/25D-21V             | 2.18,02(5)/1144      | 1120(11)        | 13:40,00(9)/1720             | 4844  |
| 10.   | Корчагина Мария      | 1991         | Самарская область     | 640(22)/14D-32V            | 2:26,09(14)/1048     | 1080(12)        | 12:53,00(4)/1908             | 4676  |
| 11.   | Макеева Анна         | 1991         | Нижегородская область | 860(8)/25D-21V             | 2:23,88(11)/1076     | 1056(13)        | 14:00,00(12)/1640            | 4632  |
| 12.   | Воронина Екатерина   | 840          | Самарская область     | 740(19)/19D-27V            | 2:23,50(10)/1080     | 1148(10)        | 14:12,00(12)/1592            | 4560  |

## Чемпионат России. Эстафета
Спортивная база "Северный". Москва.
Женскую эстафету выиграли москвички. Анна Савченко, Алисэ Фахрутдинова и Александра Саввина завоевали золотые медали чемпионок России в эстафете.
1. Москва (Анна Савченко, Алисэ Фахрутдинова, Александра Саввина) – 4484.
2. Самарская область (Екатерина Воронина, Мария Корчагина, Екатерина Вдовенко) – 4144.
3. Санкт-Петербург (Анастасия Петрова, Дарья Пирогова, Александра Жаркевич) – 3976.
4. Башкортостан (Диана Бербега, Адель Мухаметзянова, Александра Бербега) – 3726.